# ميخائيل جاي كولبيرن
ميخائيل جاي كولبيرن (بالإنجليزية: Michael J. Colburn)‏ هو موسيقي وضابط أمريكي، ولد في 1964.